# Мараэ
Мараэ (marae: в языках маори, кукском и таитянском), малаэ (malaʻe: в тонганском языке; malae: в самоанском языке) — священное место в восточно-полинезийских обществах, использовавшееся как в религиозных, так и в общественных целях. В Новой Зеландии и на Самоа мараэ играет прежде всего роль места для собрания.
В переводе со всех полинезийских языков означает «очищенное, свободное от сорняков, деревьев место». Как правило, мараэ состоит из ровной площадки прямоугольной формы, ограждённой камнями или деревянными стойками (в таитянском языке и маори островов Кука они называются «ау»), иногда с террасами (паэпаэ), которые в прошлом использовались в церемониальных целях. В центре располагается платформа аху (ahu) или ау (a’u).
В некоторых полинезийских обществах, прежде всего в среде новозеландских маори, мараэ до сих пор играют важную роль в повседневной жизни. Тем не менее на тропических островах Полинезии большинство мараэ в XIX веке было разрушено или оставлено без присмотра в результате деятельности христианских миссионеров. В настоящее время большинство из них представляют собой объекты изучения со стороны археологов, а также являются туристическими достопримечательностями. В то же время на многих островах мараэ до сих пор считаются священным местом, поэтому любое строительство на их месте запрещено.
Гавайские храмы называются не «малаэ», а хэиау, однако в остальном похожи на мараэ.

## История
Мараэ впервые появились у праавстронезийских народов культуры Лапита, обживавших Тихий океан, около 1100 годов до нашей эры. В центре мараэ находился базальтовый камень аху (ahu), который у некоторых культур превратился в алтарь, стоящий на посыпанном базальтовыми камешками дворике атеа (ātea). Жрецы читали там молитвы богам, туда же приносили жертвы к важным событиям: рождениям детей, смертям, победам в войнах, бракосочетаниям. Жертвовали обычно бананы, кокосы, рыбу, в редких случаях — «нежелательных» людей (стариков, пленников, очень редко женщин).
Одним из древнейших и наиболее известным из мараэ тихоокеанского региона является Тапутапуатеа на острове Раиатеа. Здесь собирались и обменивались знаниями тихоокеанские навигаторы, совершенствовавшие свои каноэ; самые большие из двойных каноэ могли перевозить более 100 человек на расстояния больше 1500 км. Тапутапуатеа состоит из платформы размером 40×7 м, вымощенной гладкими камнями, у края которой установлены каменные пластины. Это мараэ изначально было посвящено богу-творцу Таароа, однако возвышение бога Оро в XIV столетии привело к тому, что Оро стал основным божеством этого мараэ и наоборот: Тапутапуатеа стало его основным храмом. Оро, который до того был богом мира, стал считаться божеством войны, и ему начали приносить в жертвы животных и людей. Последние дары к Тапутапуатеа были отправлены около 1350-х годов.
Мараэ могло обслуживать членов одной расширенной семьи и быть посвящено их предкам.

## Новая Зеландия
Современное мараэ маори представляют собой замкнутое пространство перед фаренуи (маори wharenui), или общинным домом. Однако зачастую обозначение «мараэ» распространяется на целый комплекс, включающий в себя здания и открытое пространство. Точное название места перед общинным домом — мараэ-атеа (маори marae ātea).

### До европейского контакта
Когда предки маори заселили Северный и Южный острова Новой Зеландии, они уже умели культивировать сладкий картофель, называемый кумара (kūmara). Склад для хранения кумары, патака, постепенно превратился в наиболее украшенное резьбой здание мараэ, демонстрировавшее экономическую мощь сообщества. Примерно с 600—250 до н. э. маори перестали поддерживать контакты с остальными тихоокеанскими культурами и оказались в изоляции.
От мараэ отделились па, где маори жили и хранили продукты, а мараэ остались ритуальные и образовательные функции. Аху, до того стоявшие в центре атеа, были переименованы в туаху (tūāhu) и переместились в скрытое от посторонних глаз место, доступ к ним остался только у верховных жрецов. Атеа превратились в общественные центры, управляемые рангатирами, а туаху стали ассоциироваться исключительно с фаре-вананга (whare wānanga), образовательными учреждениями; это разделение уникально для Новой Зеландии.
Прибывший на Северный остров вместе с Джеймсом Куком таитянский навигатор Тупаиа заключил, что мараэ — это место поклонения богам, а сам Кук — что это укрепления; оба они были отчасти правы. В последующие десятилетия многие мараэ переместились в удобные для торговли места.

### XVIII—XX века
К 1830-м годам комплексы па и мараэ по большей части исчезли из-за перемещений и впоследствии войн и эпидемий принесённых европейцами болезней. Атеа сохранились, тогда как туаху перестали использоваться в 1820-х: маори перенимали знания у миссионеров и строили в своих новых поселениях церкви, тогда как туаху оказались заброшены. Маори вступили в рыночную экономику и начали строить в поселениях торговые флоты, но с окончанием золотой лихорадки в Австралии их доходы упали. В результате конфликтов с британскими властями вожди хапу стали созывать большие собрания всего племени, для которых начали строить крупные дома собраний или фаре-хуи.
Конфискации, проведённые британскими властями, оставили маори наименее плодородные и самые бедные ресурсами земли, из-за туберкулёза и других заболеваний их численность упала в несколько раз, и традиционный жизненный уклад, вращавшийся вокруг мараэ, оказался уничтожен. Мараэ оставался центром культурной идентичности, отчасти потому что там проходили прощания с умершими.
Благодаря усилиям Апираны Нгаты влияние маори на политику страны начало увеличиваться; параллельно с этим он открыл Новозеландский институт искусств и ремёсел маори, выпускники которого занялись обновлением и перестройкой зданий на мараэ. Также благодаря Нгате появились мараэ и богато украшенный фаре-факаиро в Ваитанги, не аффилированные с конкретным иви и принадлежащие всем новозеландцам.
В 1950-х миграция маори в города оставила многие мараэ без постоянного населения. Экономическая рецессия сильно ударила по маори, многие потеряли возможность ездить на земли предков, и в городах стали строить мараэ, не привязанные к конкретным иви.

### XXI век
Мараэ до сих пор играет важную роль в жизни маори. Мараэ считается вахи-тапу (маори wāhi tapu), то есть священным местом. На его территории могут проводить различные торжественные мероприятия, непосредственно связанные с культурным наследием маори (например, приветственные церемонии, дни рождения, а также сборища, именуемые хуи). Исторически маори нередко приветствовали прибывших издали посетителей, и приветственные церемонии стали глубоко ритуализированы и сложны.
В мараэ происходят приветственные церемонии, пофири (маори pōwhiri), объединяющие ораторское искусство, исполнительские виды искусств и военное дело. На территории некоторых мараэ женщинам запрещено произносить речи. Общинный дом перед открытым пространством используется для проведения важных общинных сходов, ночлега или ремесленных работ. Фарекаи (маори wharekai), или обеденный зал, используется прежде всего для крупных общинных трапез, хотя в нём могут проводиться и другие мероприятия.
Согласно соответствующему новозеландскому закону 1993 года, мараэ имеют охраняемый статус. У каждого мараэ имеется опекунский совет, который несёт ответственность за его использование и поддержание его в порядке.

## Французская Полинезия
Крупнейшие и наиболее сложно устроенные мараэ строили на Маркизских островах, за ними следовали Острова Общества. Герман Мелвилл описал мараэ на Маркизских островах длиной 30 м и высотой 4,6 м, наверху которого располагалось несколько зданий и статуй. Большое мараэ Махаиатеа на Таити представляло собой 11-ступенчатую пирамиду со сторонами 22×81 м, возвышавшуюся на 15,5 м. Исследователь Джеймс Уилсон описал и зарисовал его, а затем опубликовал эти сведения в путевых заметках, озаглавленных «Путешествие миссионера в южную часть Тихого океана».
Мараэ играли важную роль в жизни древних жителей острова Таити. Оно представляло собой священную площадку прямоугольной формы, в одном из углов которой на приподнятой прямоугольной платформе под названием аху находилась статуя божества. Эта статуя, как правило, делалась из древесины железного дерева, которая затем обёртывалась в материю под названием тапа. Местоположение статуи, как и ключевых идолопоклонников, помечалось прямостоящей каменной плитой. Подобный тип мараэ в прошлом был распространён на многих островах Восточной Полинезии, в том числе на островах Туамоту и некоторых Гавайских островах.
Кроме больших мараэ, на острове Таити были распространены и малые мараэ: они не всегда были огорожены каменной кладкой, мог отсутствовать аху. На Наветренной группе островов Общества (прежде всего Таити и Муреа) аху, как правило, имел ступенчатую форму (общее количество ступеней не превышала пяти; исключение — мараэ Махаиатеа, построенное на острове Таити в 1769 году) и облицовывался отёсанным камнем, как и окружающие стены. Мараэ же Подветренных островов, как правило, не были огорожены отёсанными камнями, а аху представлял собой простую платформу, обложенную обычными известняковыми булыжниками.